# らじネクDX
らじネクDX(らじねくデラックス)はJFN系列で放送されているラジオ番組である。GIRL NEXT DOORの三人がパーソナリティをつとめる。2011年4月1日に放送開始。(FM長崎での放送日。)

## ネット局
太字は前番組からネット。放送時間はすべて(JST)
- AFM - 毎週日曜9:00 - 9:30
- ふくしまFM - 毎週木曜21:00 - 21:30
- FMぐんま - 毎週月曜20:00-20:30
- FM NIIGATA - 毎週火曜19:30 - 19:55
- Radio 80 - 毎週日曜18:00 - 18:30
- FM OSAKA - 毎週水曜20:00 - 20:30
- V-air - 毎週金曜20:30 - 21:00
- FM佐賀 - 毎週木曜19:25 - 19:55
- FM長崎 - 毎週金曜21:00 - 21:30
- JOY FM - 毎週火曜21:00 - 21:30

## コーナー
- ラジネク室 - GIRL NEXT DOORへの質問・恋愛相談などを受け付ける。
- 女優・千紗 - リスナーからボーカル千紗に言ってほしいセリフを募集。
- GNB - GNBとは「ガールネクストドア・二択問題・バトル」の略。リスナーに2択問題を出してもらいメンバーがそれに対して熱いトークを行う。
- ケータイメール・最初の文章 - メンバー鈴木大輔が考案。毎回あるテーマを出し、そのテーマで携帯メールをうつときに1回目に書くような内容を募集。

詳しく(「ケータイメール・最初の文章」のテーマなど。)は番組ホームページを参照されたい。

## その他
- 紹介しきれなかったメールなどについては、後日GIRL NEXT DOORのオフィシャルモバイルページにていくつか答える。
- ただし前番組ではYouTubeによる番組の一部が配信されていたが、この番組では行われない模様。(前番組と違って、エンディングにおいてそのような発言がない。)

## 外部サイト
- 番組公式ホームページ
- GIRL NEXT DOOR

| FM OSAKA・ふくしまFM | FM OSAKA・ふくしまFM | FM OSAKA・ふくしまFM |
| 前番組               | 番組名               | 次番組               |
| -------------------- | -------------------- | -------------------- |
| RADIO NEXT DOOR      | らじネクDX           | -                    |